# 留學生日報
留学生日报，旧称北美留学生日报，是一个中文自媒体，由北京伊瑟嘉科技有限公司運營，在微信公眾號設有帳號，创始人為林果宇，辦公室位於中華人民共和國北京和美國紐約时報广场，是帶有中國民族主义色彩的中国新闻平台。

## 创立
创始人林果宇最初於2013年開辦了個人微信公眾號。2014年1月21日，美國普渡大學發生槍擊案，林果宇利用自己的微信公眾號發布現場照片後，一日獲得近5000粉絲。同年正式將個人帳號轉為北美留学生日报。早期該媒體的閱讀對象主要為在北美生活的中国留学生，推送的內容與如何提高學生績點有關。2016年美国大选之后，開始推送帶有中國民族主义色彩的中国新闻。中国的官方媒體也會轉載北美留学生日报推送的新聞。

## 争议
留学生日报官方网站用中国大陆以外的ip地址无法访问,会出现"连接被拒绝"的错误。

### 发表攻击记者文章
2022年1月19日，《留学生日报》发表文章攻击负责为美国国家公共广播电台（NPR）报道中国的记者冯哲芸（Emily Feng），指控冯哲芸污蔑中国的螺蛳粉，将冯哲芸称为“殖人”，意指思想上反映发达资本主义国家殖民者意愿的被殖民者。

## 外部連結
- 官方网站